# Proteste des 9. April 1938
Die Proteste des 9. April 1938 waren Proteste in Tunesien gegen die französische Kolonialherrschaft.

## Geschichte

### Die Geschehnisse am 9. April 1938

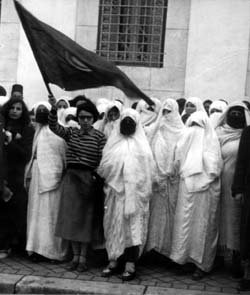
Eine Frauengruppe während der Proteste des 9. April

Im Frühjahr 1938 verstärkten sich die Repressionen Frankreichs gegenüber Tunesiern, was in den Protesten des 9. April gipfelte. Als am Sadiki College in Tunis ein Lehrer wegen angeblicher Volksverhetzung festgenommen wurde, fielen die anschließenden Studierendenproteste mit dem von der Neo-Destour-Partei geplanten Generalstreik am 9. April zusammen und sowohl Streikende, als auch Studierende, Schüler, Frauengruppen und Anhänger der Neo-Destour protestierten zusammen. Sie forderten eine Lockerung der Repressionen und ein Entgegenkommen gegenüber den Forderungen der Nationalisten. Polizei und Soldaten versuchten die Proteste gewaltsam zu beenden und es wurde mit Maschinengewehren in die protestierende Zivilbevölkerung geschossen. Laut offizieller französischer Quellen wurden 22 Menschen getötet, laut Presse der Neo-Destour-Partei waren es 122 Tote und 42 Verletzte.

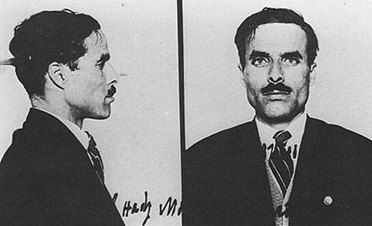
Habib Bourguiba nach der Verhaftung am 9. April 1938

### Direkte Folgen der Proteste
Habib Bourguiba und andere Anführer der Neo-Destour wurden am 10. April verhaftet und die Destour- sowie die Neo-Destour-Partei verboten. Damit wurde eine zweijährige Periode des legalen Unabhängigkeitskampfs der Tunesier beendet. Die Regierung unter Eduard Daladier ging verstärkt gegen die Unabhängigkeitsbewegung vor und verhängte das Kriegsrecht über Tunesien. Außerdem begann eine Belagerung der Städte, die am stärksten von den Unruhen betroffen waren: Tunis, Sousse und Grombalia. Es kam verstärkt zu Patrouillen und eine eigene Einheit Bodentruppen wurde gegründet, um gegen die Unruhen vorzugehen. Außerdem erhöhte die Polizei die Anzahl von Kontrollen und Polizeipräsenz in den Städten.

### Auswirkungen auf die Unabhängigkeitsbewegung

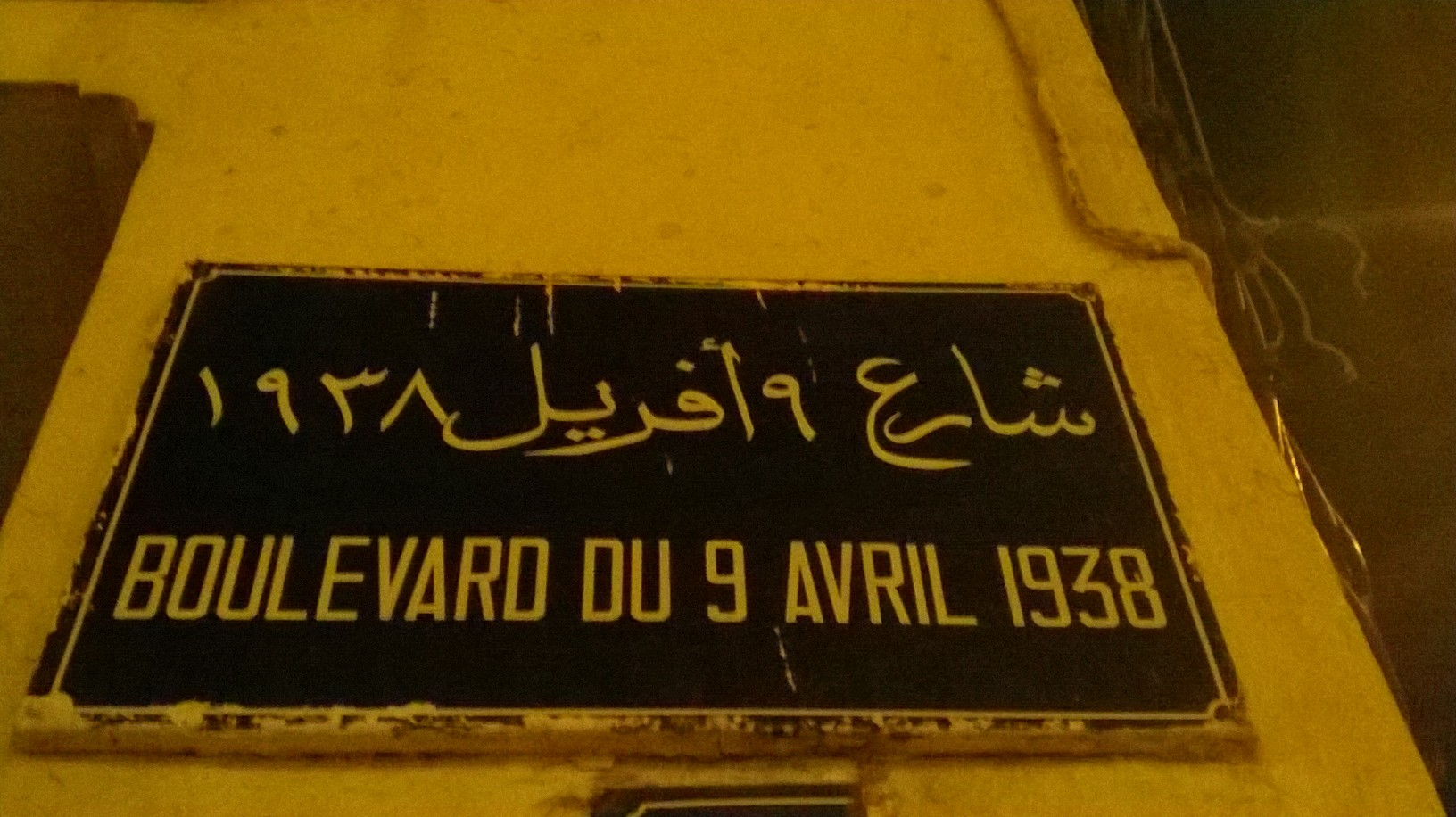
In der tunesischen Hauptstadt Tunis wurde eine Hauptverkehrsstraße nach dem 9. April 1938 benannt.

Durch das brutale Eingreifen der Polizei und die Verhaftung der Anführer der Neo-Destour-Partei sowie dem Verbot der Destour- und Neo-Destour-Partei wurde der Unabhängigkeitskampf vorerst unterbrochen und zeitlich nach hinten verschoben. Auch durch den Zweiten Weltkrieg geriet der aktive Widerstand gegen die französische Kolonialherrschaft immer weiter in den Hintergrund. Durch die Parteiverbote und Inhaftierungen der führenden politischen Personen innerhalb des Unabhängigkeitskampfes mussten sich erst neue Gruppen bilden, die sich dem Verbot der neuen französischen Sicherheitsmaßnahmen entzogen. Durch die Proteste wurde allerdings klar, dass das „Volk der Träger der Parolen der Partei“  war, sich also innerhalb der tunesischen Bevölkerung ein kämpferischer Wille breitgemacht hatte, der auch ohne die Partei oder Bourguiba die Unabhängigkeit anstrebte.  Auch wenn die Unabhängigkeit Tunesiens erst 1956 erreicht wurde, wird der 9. April als Beginn des Unabhängigkeitskampfes und als Tag der „Märtyrer“ gefeiert.

## Erinnerungskultur
Eine Hauptverkehrsstraße im südwestlichen Tunis trägt den Namen Boulevard du 9 Avril 1938 (arabisch شارع 9 أفريل 1938).